# Каштелян полоцкий

Герб Полоцкого воеводства

Каштелян полоцкий (лит. polocko kaštelionas, пол.  kasztelan połocki, бел. кашталян полацкі) — второе по значимости должностное лицо после воеводы в Полоцком воеводстве Великого княжества Литовского.
Должность учреждена в 1566 году великим князем литовским и королём польским Сигизмундом II Августом, для созданного на польский манер Полоцкого воеводства. Должность назначалась великим князем (позже королём) из представителей богатых магнатских родов, была пожизненной, и утрачивалась только в случае повышения до воеводы. Каштелян отвечал за военное дело в воеводстве, предводительствуя ополчением, состоящим из частных боярских войск.
В военное время подчинялся великому гетману литовскому. Каштелян мог назначать городскую администрацию, следить за хозяйством, исполнять судебные и военные функции.
С начала Люблинской унии и до конца существования Речи Посполитой полоцкий каштелян имел кресло в Сенате.
После Второго раздела Речи Посполитой в 1793 году должность каштеляна полоцкого ликвидирована.

## Список полоцких каштелянов
| Каштеляны полоцкие                 | Каштеляны полоцкие         | Каштеляны полоцкие                 | Каштеляны полоцкие                                      |
| Персона                            | Год вступления в должность | Год сложения полномочий или смерти | Примечания                                              |
| ---------------------------------- | -------------------------- | ---------------------------------- | ------------------------------------------------------- |
| Юрий Николаевич Зенович            | 1566                       | 1579                               | Получил должность каштеляна смоленского                 |
| Ян Валминский                      | 1579                       | 1588                               | Получил должность каштеляна смоленского                 |
| Вацлав Шемет                       | 1588                       | 1597                               | Получил должность каштеляна смоленского                 |
| Язэп (Юзеф) Корсак                 | 1597                       | 1618                               | Скончался                                               |
| Николай Богуслав Зенович           | 1618                       | 1621                               | Погиб в Хотинской битве (1621)                          |
| Ян Григорьевич Корсак              | 1621                       | 1625                               | Получил должность воеводы смоленского                   |
| Криштоф Михаил Друцкий-Соколинский | 1625                       | 1639                               | Скончался                                               |
| Ян Ансель Вильчек                  | 1640                       | 1644                               | Получил должность каштеляна трокского                   |
| Криштоф Рудомино-Дусяцкий          | 1645                       | 1654                               | Перешел на должность воеводы минского                   |
| Ян Сосновский                      | 1654                       | 1660                               | Скончался                                               |
| Ян Корсак                          | 1661                       | 1697                               | Скончался                                               |
| Михаил Казимир Пац                 | 1697                       | 1724                               | Скончался                                               |
| Криштоф Константин Пац             | 1724                       | 1725                               | Скончался                                               |
| Николай Шемет                      | 1726                       | 1736                               | Скончался                                               |
| Валериан Антоний Жаба              | 1736                       | 1753                               | Скончался                                               |
| Константы Людвик Плятер            | 1754                       | 1758                               | Получил должность воеводы мстиславского                 |
| Адам Бжостовский                   | 1758                       | 1776                               | Отказался от должности                                  |
| Тадеуш Жаба                        | 1776                       | 1784                               | Получил должность воеводы полоцкого                     |
| Юзеф Селицкий                      | 1784                       | 1791                               | Скончался                                               |
| Роберт Бжостовский                 | 1791                       | 1793                               | Лишился должности в связи с ликвидацией Речи Посполитой |